# Guerra libio-egipcia
La guerra libio-egipcia (en árabe االحرب الليبية المصرية alharb alliybiat almisria) fue un breve conflicto armado que enfrentó a los ejércitos de Libia y Egipto en la frontera que los separa durante el mes de julio de 1977.
Después de varios días de escaramuzas e incidentes fronterizos, el 21 de julio de 1977 comenzaron las hostilidades abiertas en la frontera entre las tropas fronterizas, seguidos de ataques terrestres y aéreos de mayor envergadura. Tres días después, el 24 de julio de 1977, los países beligerantes acordaron un alto el fuego auspiciado por Houari Boumediène, presidente de Argelia.

## Contexto
Desde la Guerra del Yom Kippur en octubre de 1973, las relaciones entre los gobiernos de Libia y Egipto entró en una fase de empeoramiento como consecuencia de la oposición libia a Anwar el-Sadat y su política de paz con Israel, por la visión divergente del conflicto árabe-israelí y por el fracaso de las conversaciones para la conformación de la República Árabe Islámica. Además, el gobierno egipcio había roto relaciones militares con la Unión Soviética para empezar a cooperar militarmente con los Estados Unidos mientras que Libia continuaba ligada con Moscú. También contribuía a las malas relaciones la ayuda prestada por el gobierno egipcio a los ex-comandantes del ejército libio Munim al Huni y Omar Muhayshi, quienes en 1975 fracasaron en su intento de derrocamiento de Muamar el Gadafi permitiéndoles su posterior exilio en Egipto. En 1976 fue Egipto el que afirmó haber descubierto un complot libio para derrocar a su gobierno. El 26 de enero de 1976, el vicepresidente egipcio Hosni Mubarak señaló, en una reunión con el embajador estadounidense Hermann Eilts, que su gobierno tenía la intención de explotar los problemas internos de Libia para promover futuras acciones contra el país vecino, sin dar más detalles. El 22 de julio de 1976, el gobierno libio amenazó públicamente con romper las relaciones diplomáticas con El Cairo si las acciones subversivas del gobierno egipcio continuaban. El 8 de agosto de 1976 explotó una bomba en las oficinas del gobierno egipcio ubicadas en la Plaza Tahrir de El Cairo causando 14 heridos. El gobierno de Anwar el-Sadat y los medios de comunicación del país acusaron a agentes libios de ser los responsables de la acción. Además, el gobierno egipció anunció que había arrestado a dos ciudadanos nacionales acusados de sabotaje y de haber sido entrenados por la inteligencia libia.
A su vez, el gobierno libio anunció haber desmantelado una red de espionaje egipcio en su país. Círculos diplomáticos estadounidenses interpretaron el aumento de la tensión como un signo de la intención libia por ir a la guerra contra Egipto. Un diplomático estadounidense señaló:

L[ibyan] A[rab] R[epublic] G[overnment] anticipates military attack from Egypt, which it hopes to exploit and cause overthrow of Sadat.
El gobierno libio prevé un ataque militar contra Egipto, esperando que éste desencadene y provoque el derrocamiento de Sadat.

A lo largo de 1976 el gobierno egipcio ordenó la concentración de tropas en la frontera con Libia. Contaban con el respaldo del gobierno de los Estados Unidos, quienes tenían una visión negativa de Libia, asegurarando que no cambiarían las relaciones bilaterales entre Washington y Trípoli sin consultarlo antes con Egipto. Varios analistas políticos de Estados Unidos y Reino Unido afirmaron en aquel momento que Sadat estaba planeando atacar Libia con el objetivo de derrocar a Gadafi.
La tensión entre Egipto y Libia se incrementó entre abril y mayo de 1977, meses durante los cuales se produjeron manifestaciones violentas contra las embajadas de los dos países en sus respectivas capitales. En junio de 1977, Muamar el Gadafi ordenó la salida de 225.000 egipcios que trabajaban y vivían en Libia, teniendo que ser efectiva para el 1 de julio siguiente bajo amenaza de arresto para quien incumpliera la orden.
El 7 de julio se celebró una reunión el Lomé (Togo) entre ambos dirigentes para intentar reconducir las dañadas relaciones bilaterales. Sin embargo dicho encuentro fracasó, produciéndose acusaciones mutuas de sabotaje e incluso un cruce de insultos personales entre Muamar el Gadafi y Anwar el-Sadat.

## Desarrollo de las hostilidades
Según fuentes egipcias, los primeros incidentes armados se produjeron el martes 19 de julio cuando piezas de artillería de ambos países batieron posiciones fronterizas del enemigo durante cuatro horas. Los combates dejaron 9 soldados egipcios muertos y 20 vehículos libios destruidos. Hubo también bajas militares en el ejército libio, aunque sin determinarse el número. El día 20 hubo nuevos disparos de artillería desde lado libio en el paso de Halfaya.

### 21 de julio
El 21 de julio tuvo lugar un importante combate terrestre y aéreo. Los combates terrestres, que se prolongaron más de cuatro horas, tuvieron lugar en las cercanías de la ciudad libia de Musaid muy próxima a la frontera con Egipto. Según la versión egipcia, el enfrentamiento comenzó cuando una columna blindada libia apoyada por fuego de artillería avanzó hacia sus posiciones. Por su parte Libia sostuvo que los combates se produjeron después de meses de provocaciones e incidentes de las fuerzas armadas de Egipto. Egipto tomó la iniciativa en los combates aéreos cuando por la mañana del 21 una formación de aviones de ataque a tierra Su-20 escoltados por MiG-21 bombardearon varias bases libias cercanas a la frontera así como estaciones radar en Al Jaghbub y Bardia.
Del lado egipcio las pérdidas se cifraron en un tanque destruido y varios heridos. De acuerdo también con fuentes egipcias, Libia perdió dos aviones de combate, 40 tanques, 30 transportes blindados y fueron capturados 12 soldados, con un número indeterminado de muertos y heridos. Ese mismo día Yasir Arafat, presidente de la Organización para la Liberación de Palestina, se ofreció para mediar en el conflicto desplazándose para ello a la zona.

### 22 de julio
Durante el 22 de julio los combates terrestres continuaron con la participación de paracaidistas egipcios y comandos aerotransportados en los entornos de la localidad fronteriza libia de Kasr Al-Jidye. Se produjeron incursiones aéreas en territorio libio además de ataques a puestos fronterizos. Cazabombarderos de la Fuerza Aérea Egipcia bombardearon la base aérea Gamal Abdel Nasser (también conocida como al-Adem) cercana a Tobruk y la basea aérea de al-Kurta destruyendo varios aviones libios y causando víctimas militares y civiles. Egipto afirmó haber destruido siete aviones de combate que estaban en tierra, mientras que del lado libio reclamaron haber derribado un aparato egipcio empleando un misil antiaéreo SA-7. Como respuesta la Fuerza Aérea Libia organizó una escuadrilla para atacar posiciones fronterizas formada por Mirage 5 y apoyada por helicópteros Mi-8 que crearon interferencias en las defensas enemigas.

### 23 de julio
Los combates continuaron en la zona fronteriza y los medios constataron el envío de refuerzos por parte egipcia en el puerto de Marsa Matruh hacia su región fronteriza con Libia. En la mañana del 23 la fuerza aérea egipcia retomó los ataques aéreos contra bases aéreas libias con el fin de acabar con su fuerza de combate. Sin embargo la aviación libia estaba prevenida del ataque produciéndose escaramuzas entre cazas de los dos países. Al menos un Mirage 5DE libio fue derribado por un MiG-21 enemigo. Los militares libios reclamaron haber derribado ocho cazabombarderos egipcios Mirage y MiG-21 aunque fuentes egipcias lo negaron. Las afirmaciones contradictorias entre ambas partes también incluyeron la acusación de Libia a Egipto de haber bombardeado ciudades y de haber empleado unidades blindadas en incursiones contra Libia, lo cual fue negado por parte egipcia, así como la deserción o amotinamiento de unidades de uno y otro bando.
En el plano diplomático y a pesar del cruce de acusaciones se informó del avance de las negociaciones en una reunión celebrada en el Cairo y presidida por Yasir Arafat en donde se habría alcanzado un acuerdo preliminar de alto el fuego que sólo tenía pendiente el establecimiento de una fecha para implementarse.

### 24 de julio

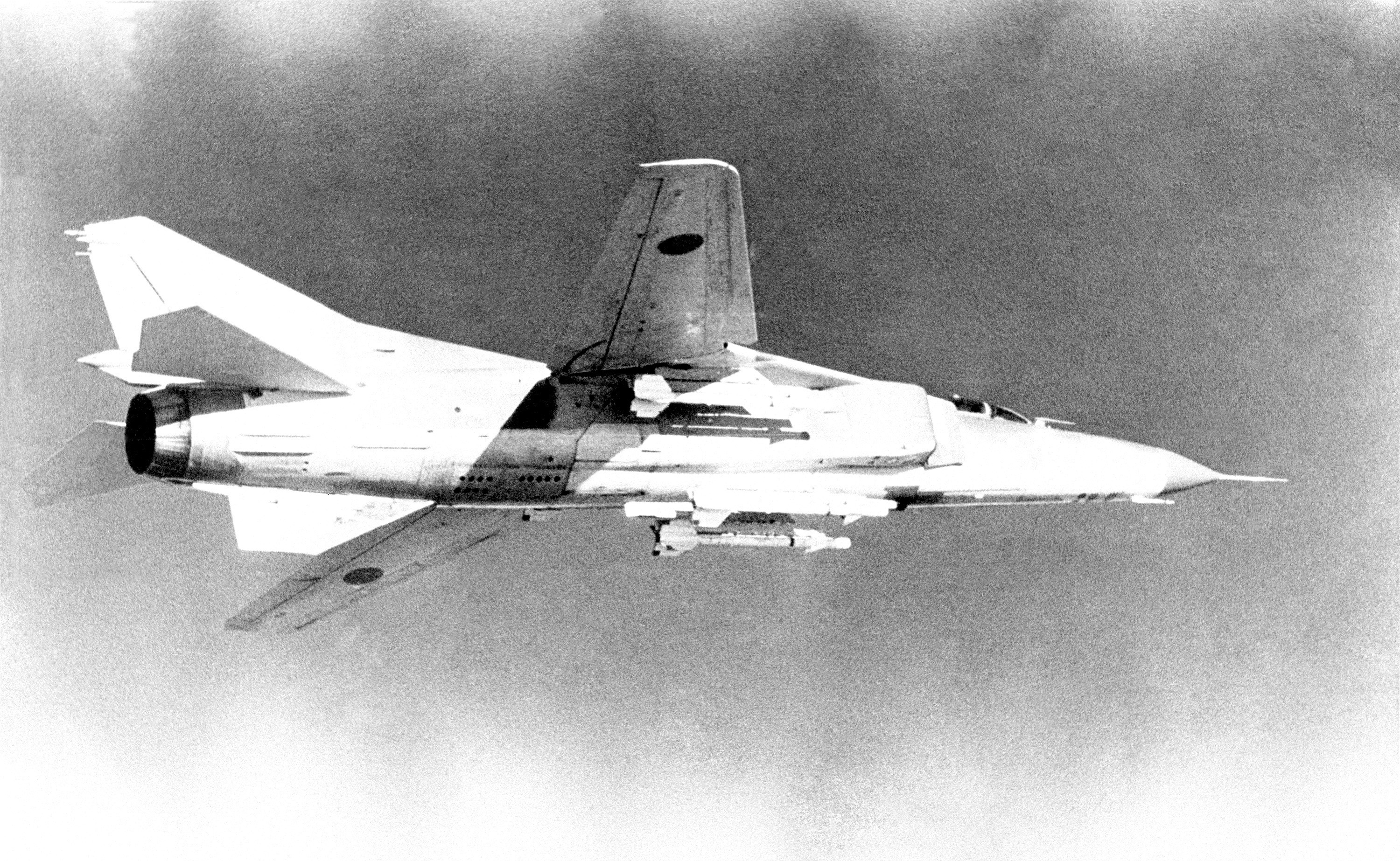
Un MiG-23MS libio, de origen soviético, como el derribado sobre Egipto en las últimas horas del conflicto.

Durante el día 24 la fuerza aérea egipcia siguió bombardeando posiciones enemigas. La base aérea al-Adem en las proximidades de Tobruk fue nuevamente bombardeada por una gran formación de cazambombarderos egipcios, los cuales reclamaron haber destruido seis aviones de combate libios, sistemas de misiles antiaéreos y carros de combate. Fuentes libias aseguraron que aviones egipcios también habían bombardeado otras bases aéreas, aunque Egipto lo negó. Mientras Libia reclamaba haber derribado 14 aviones enemigos durante todo el conflicto (6 Su-20, 4 Mirages, 2 Mig-21 y 2 bombarderos Tupolev), Egipto sólo reconoció la pérdida de 2 aparatos. Los ataques aéreos libios se centraron en atacar objetivos en profundidad aunque la fuerza aérea egipcia y sus defensas aéreas consiguieron derribar 4 Mirage y un MiG-23 libios.
A las negociaciones que se desarrollaban en El Cairo y presididas por Arafat se unió Houari Boumediène, presidente de Argelia. El anuncio oficial de alto el fuego se conoció en la noche del 24 al 25 de julio, al ordenar Sadar un fin de las operaciones y alto el fuego. La fecha coincidió con el 25 aniversario del triunfo de la Revolución egipcia de 1952 que encabezó Gamal Abdel Nasser y que dio comienzo al proyecto panarabista.